# پوست درخت

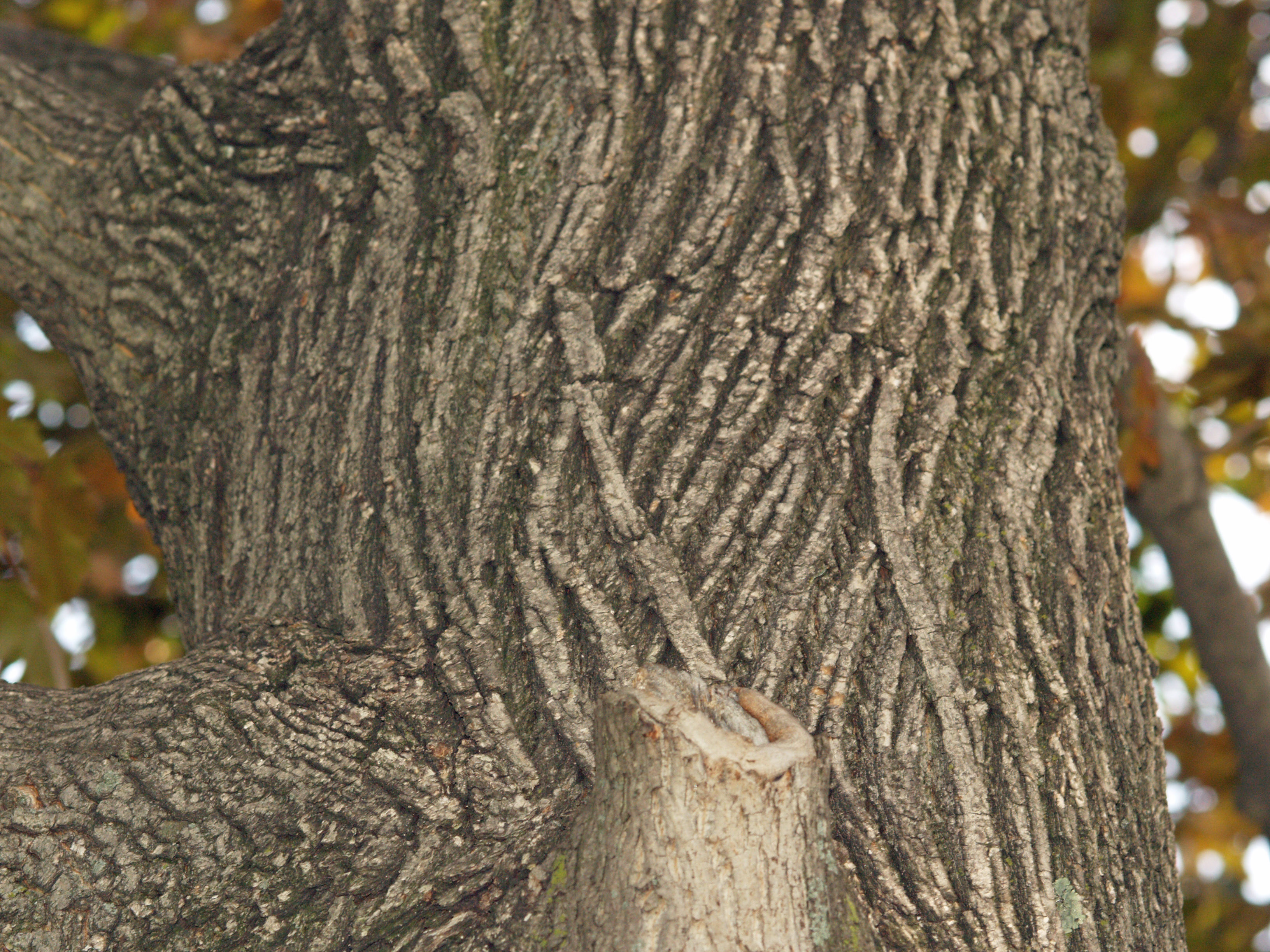
پوسته درخت افرای ژاپنی.

پوست بیرونی‌ترین لایه از ساقه و ریشه‌های گیاهان چوبی است. گیاهان با پوست شامل درختان انگور چوبی و درختان بزرگ و درختچه‌ها می‌باشد. پوست اشاره به تمام بافت خارج بُن‌لادcambium عروقی است که در سطح بیرونی درخت است و یک اصطلاح غیر فنی است. این پوشش چوب شامل پوست درونی و بیرونی پوست است. پوست داخلی که در ساقه‌های قدیمی‌تر بافت زنده می‌باشد شامل لایه درونی پیراپوست است. همچنین می‌توان گفت پوست بیرونی از بافت‌های مرده در سطح ساقه به وجود می‌آید.

## پیراپوست
پیراپوست periderm بیرونی‌ترین لایهٔ ریشه‌ها و ساقه‌های چوبی است که در برگیرندهٔ بُن‌لاد چوب‌ساز و بافت‌های حاصل از تولید آن باشد.

## نگارخانه

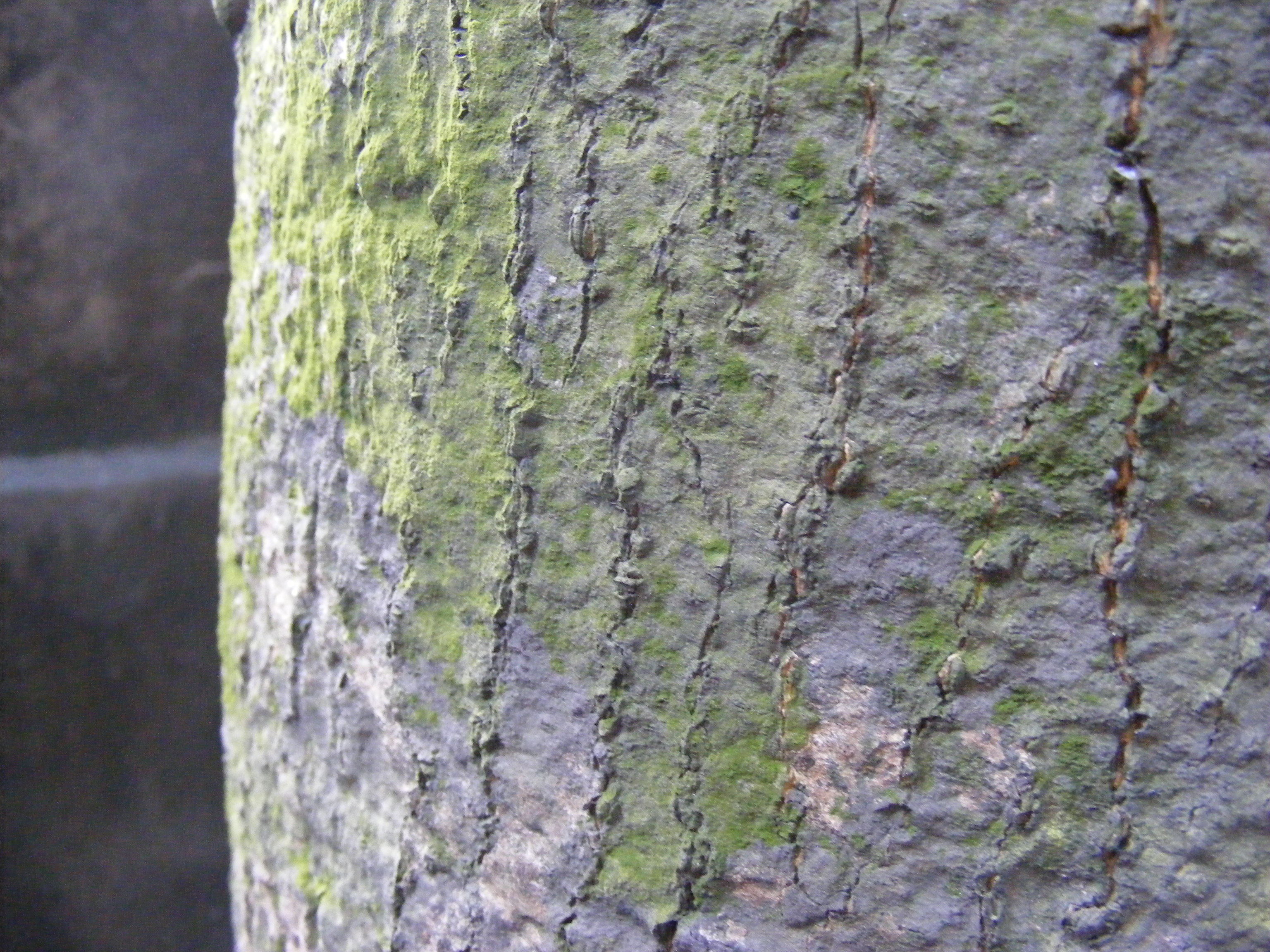
پوست درخت انبه
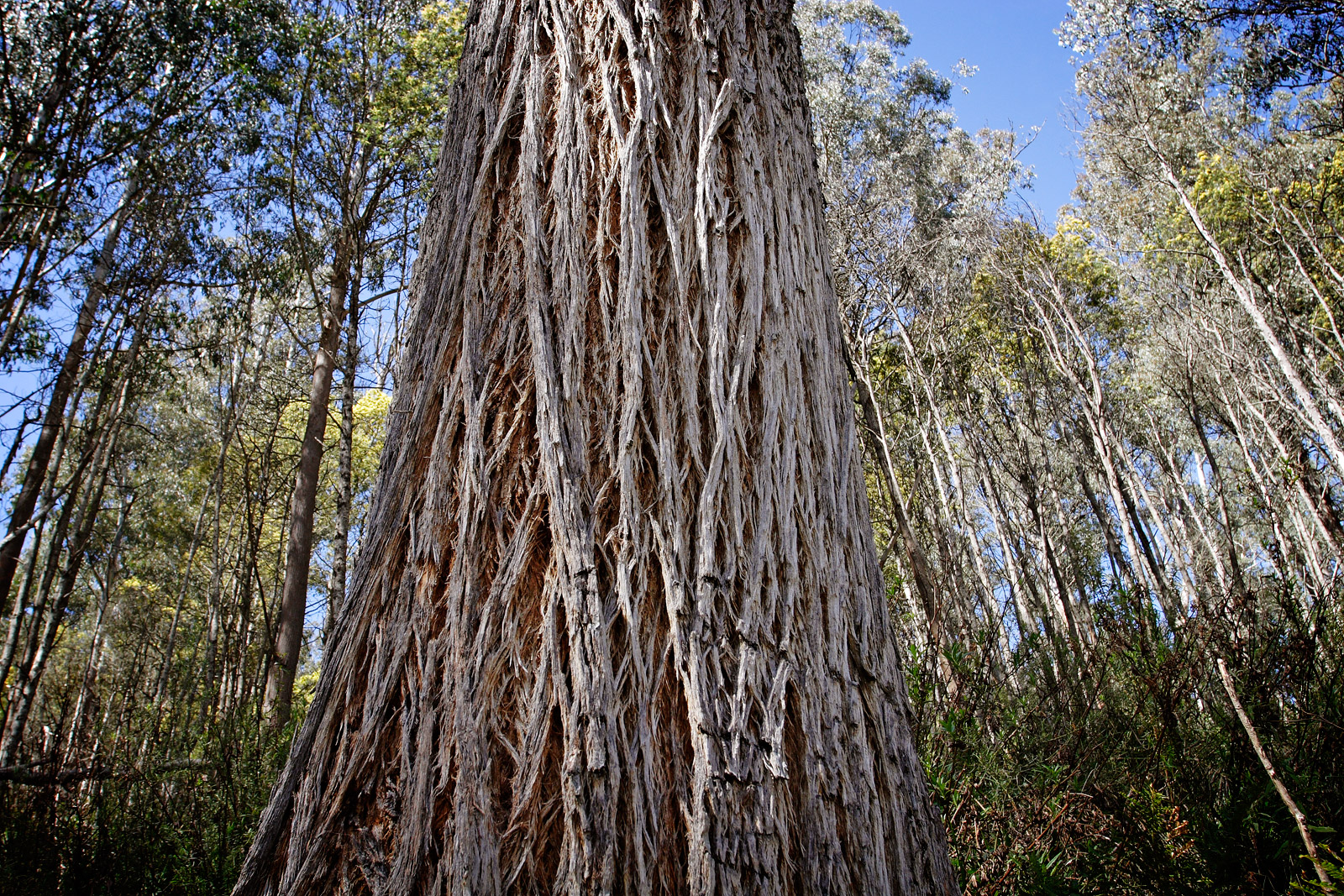
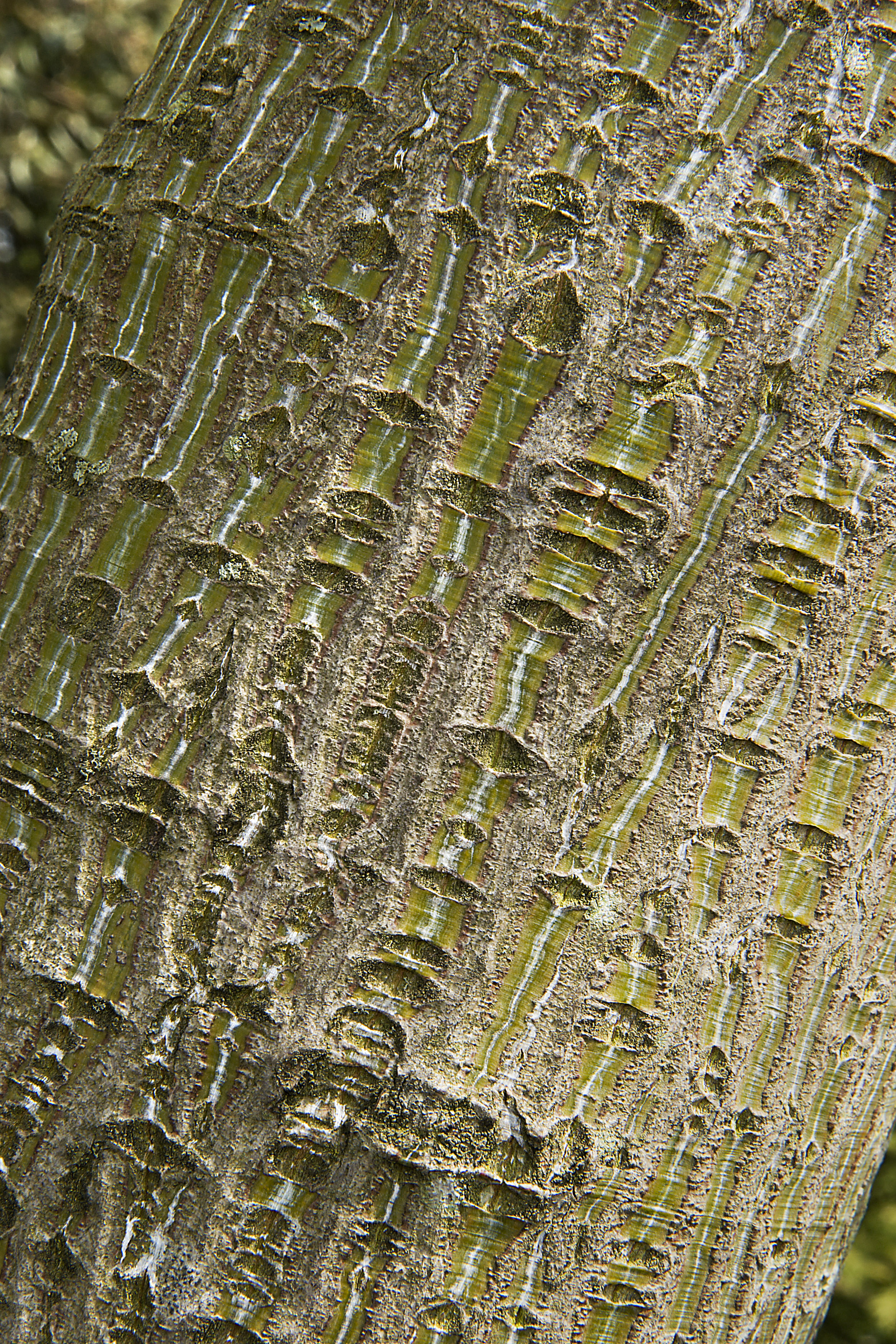
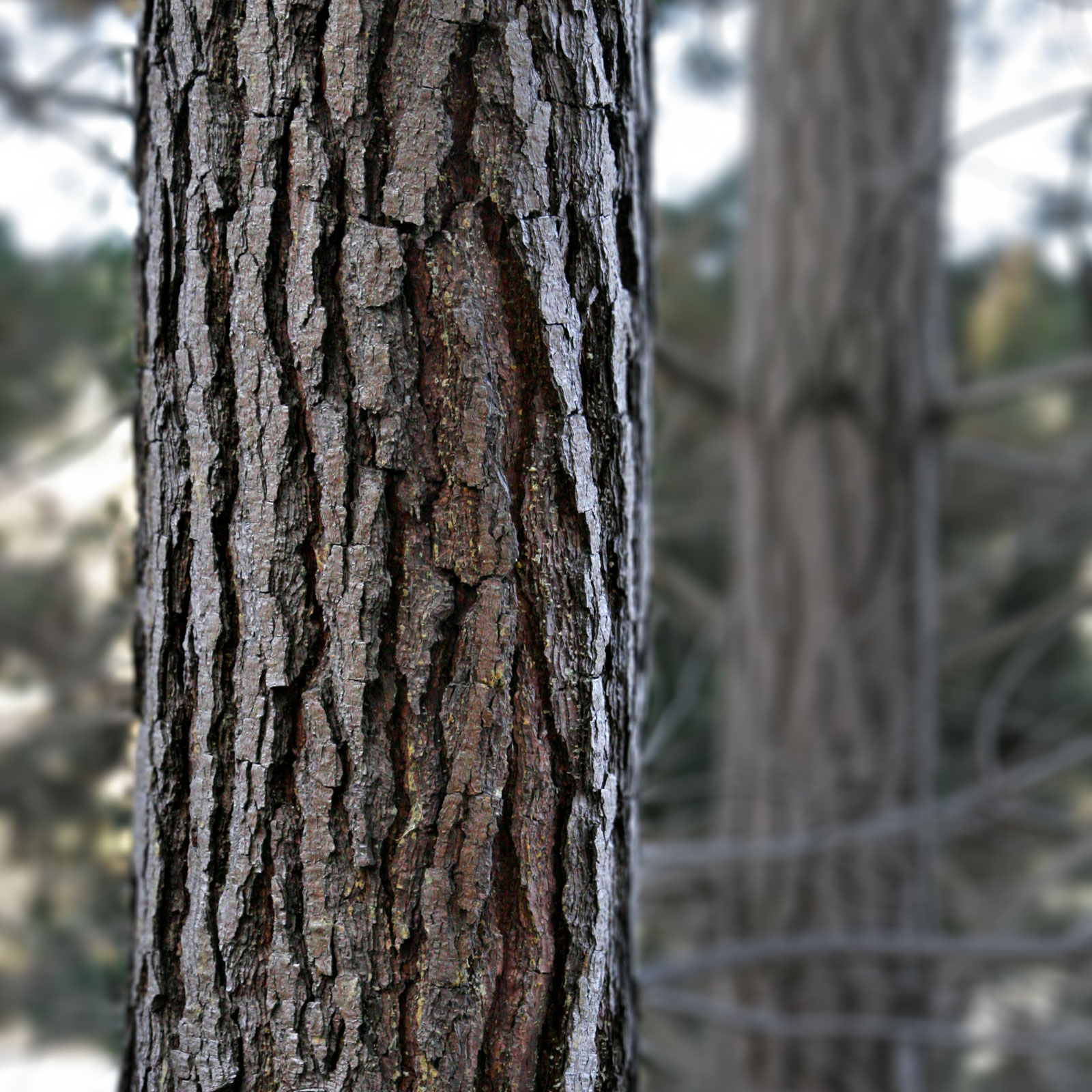
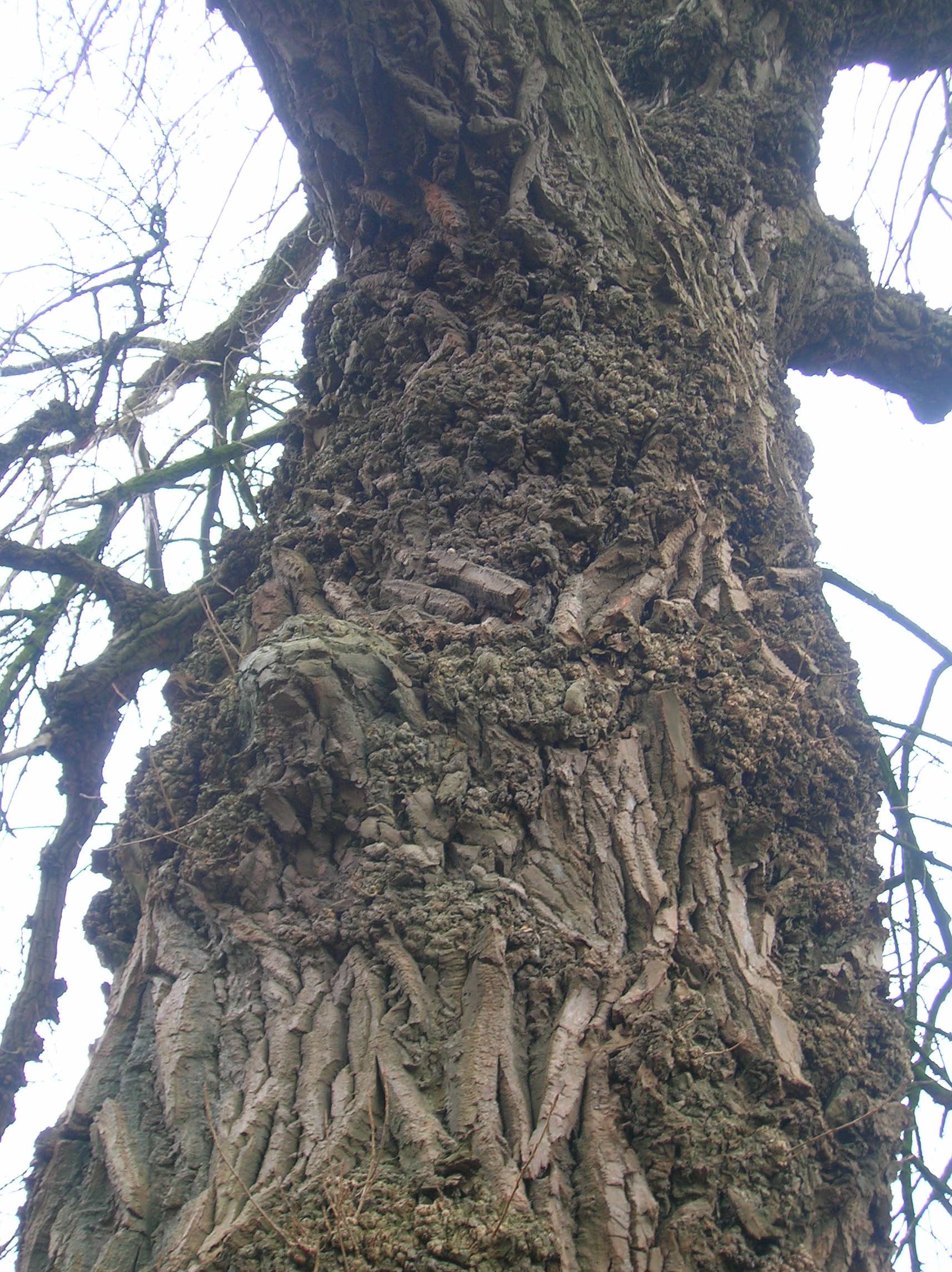
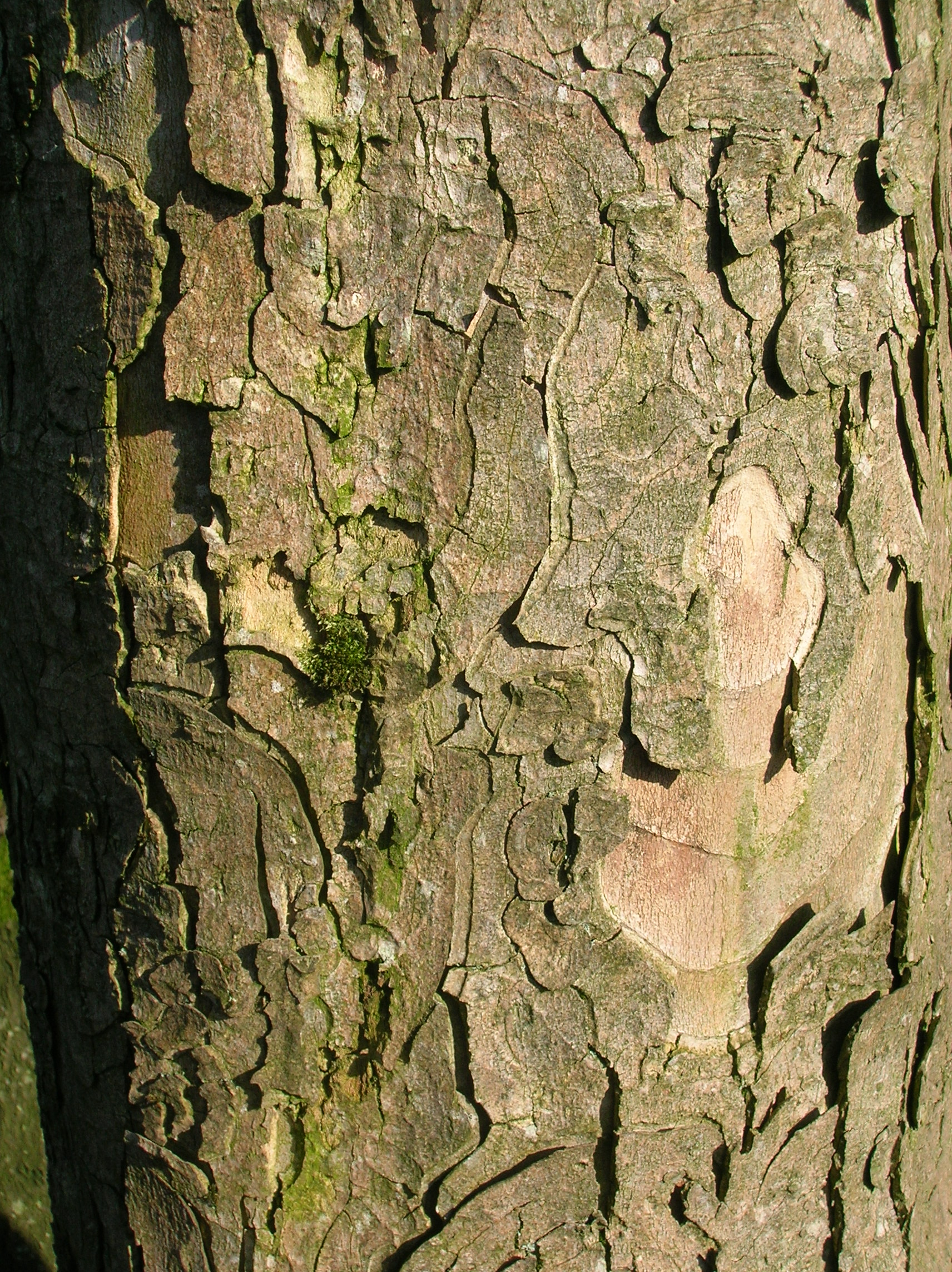
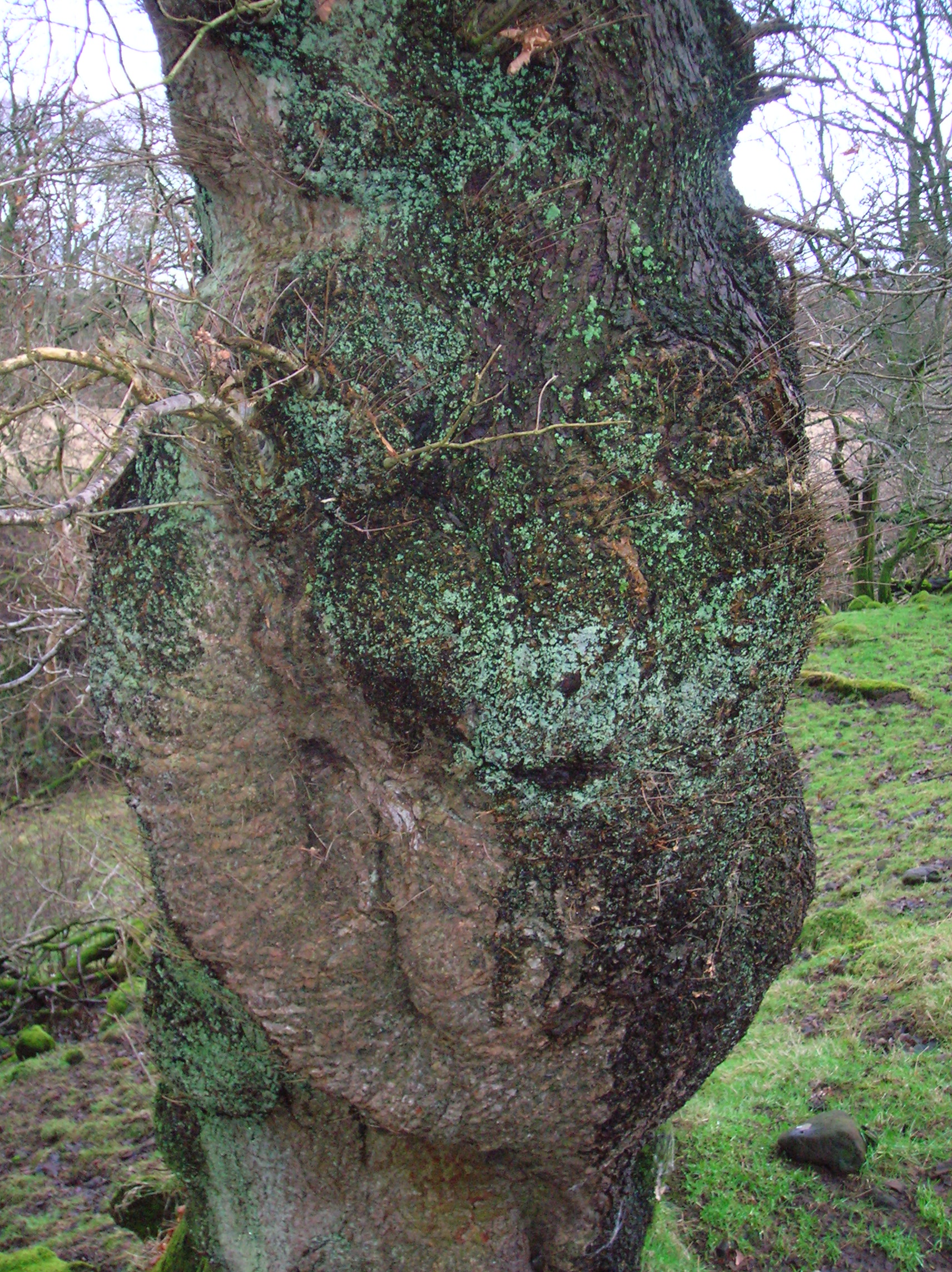
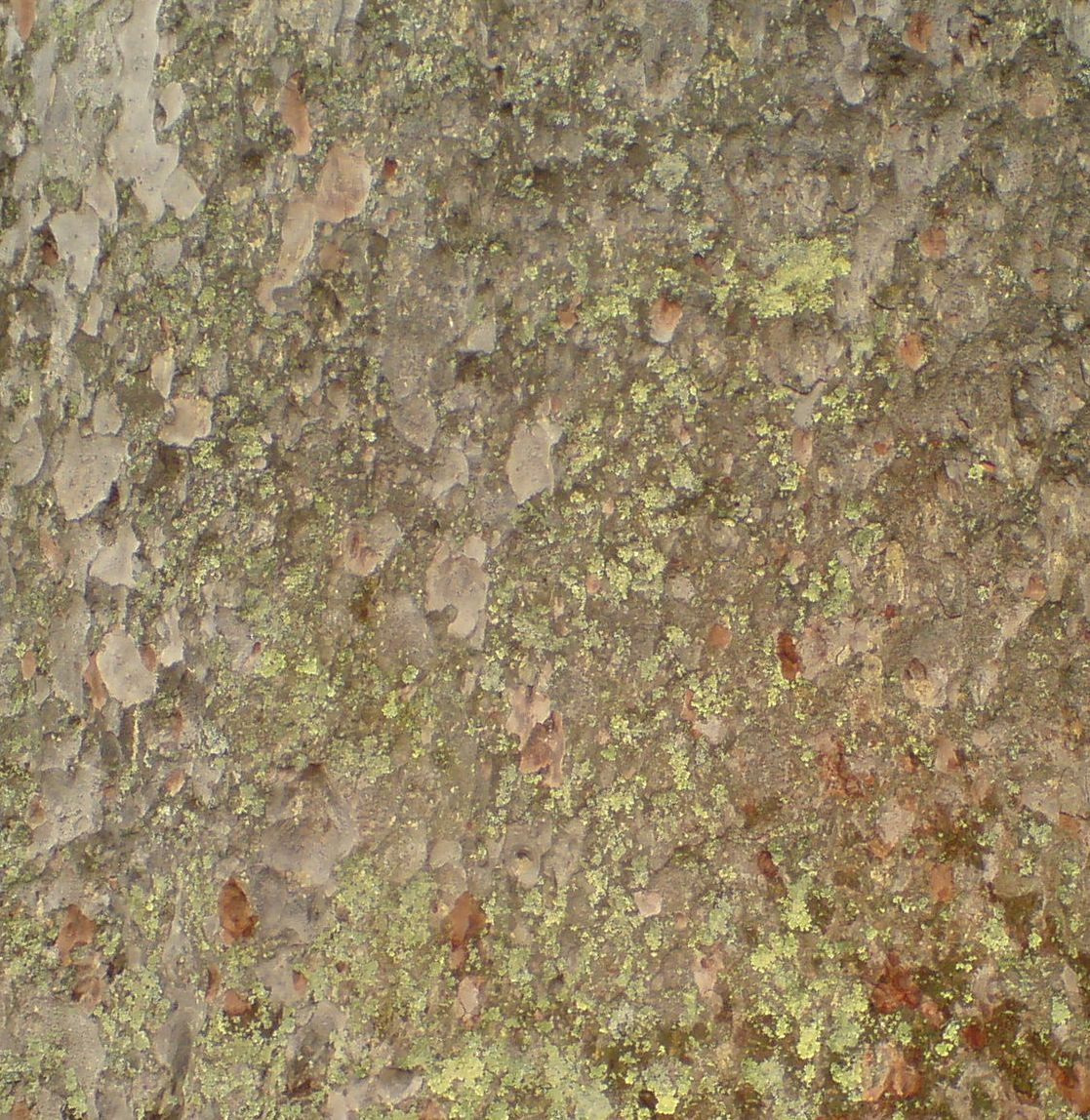
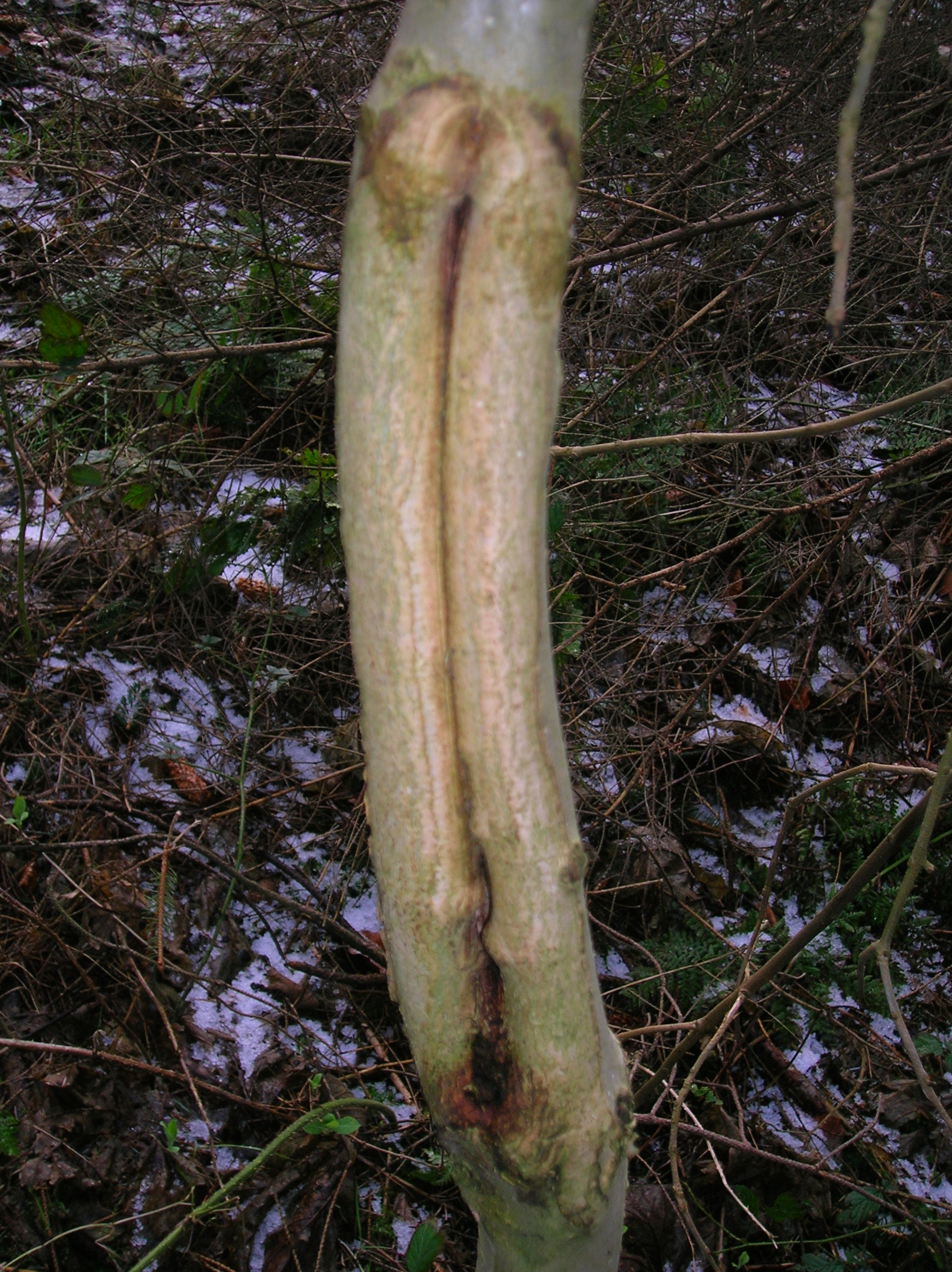
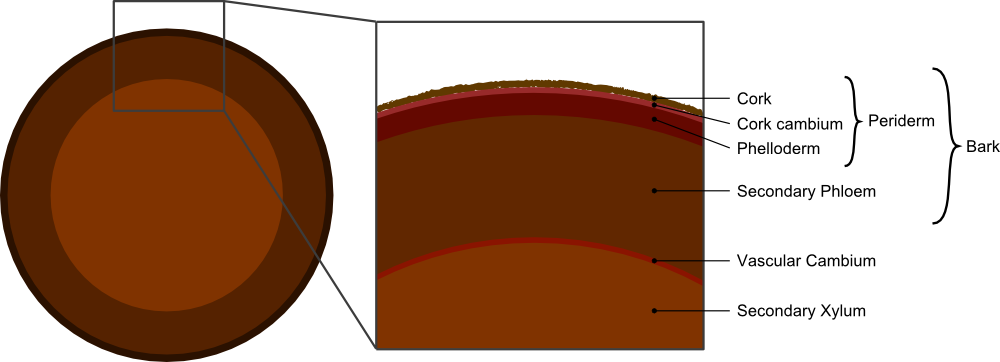
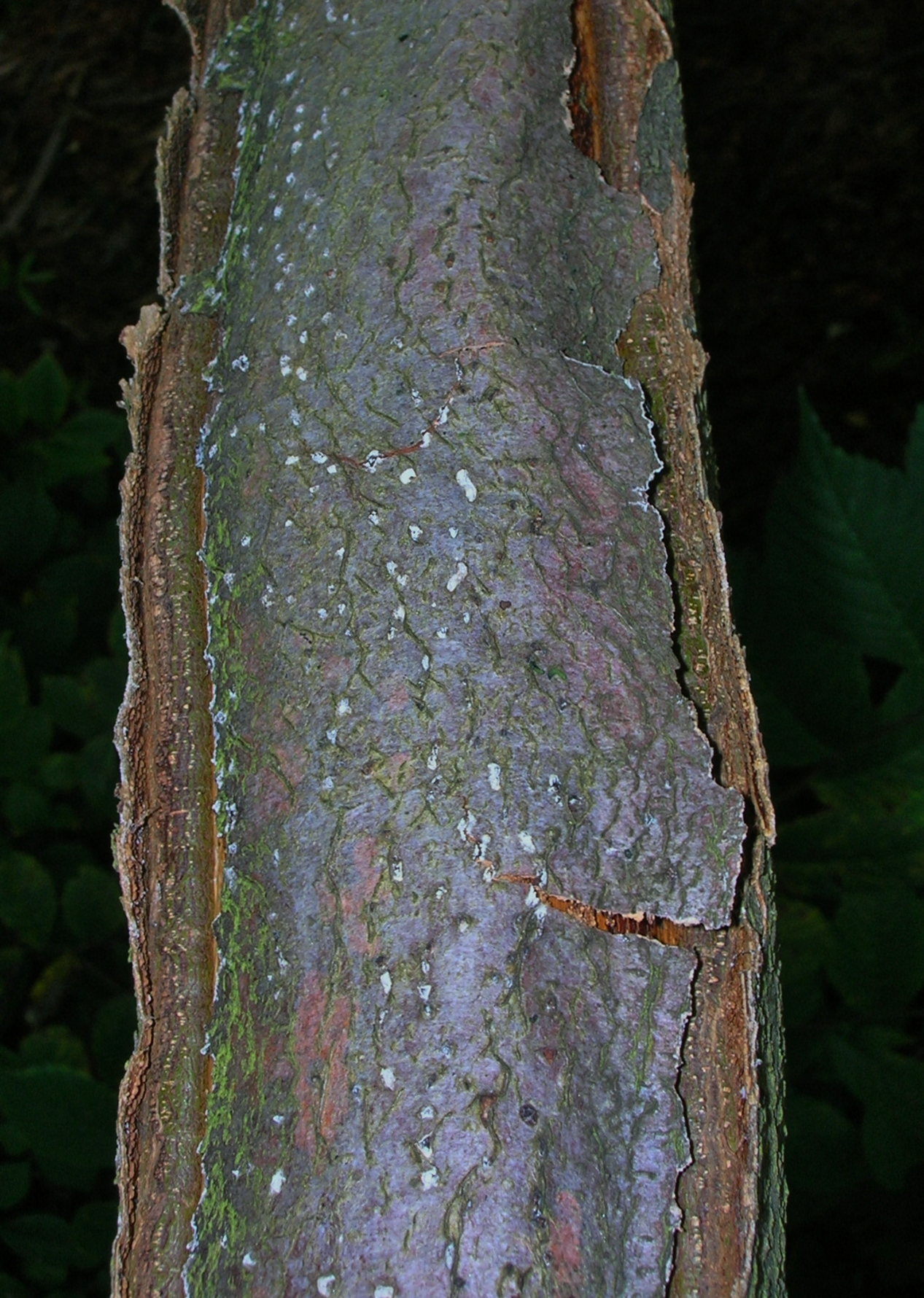
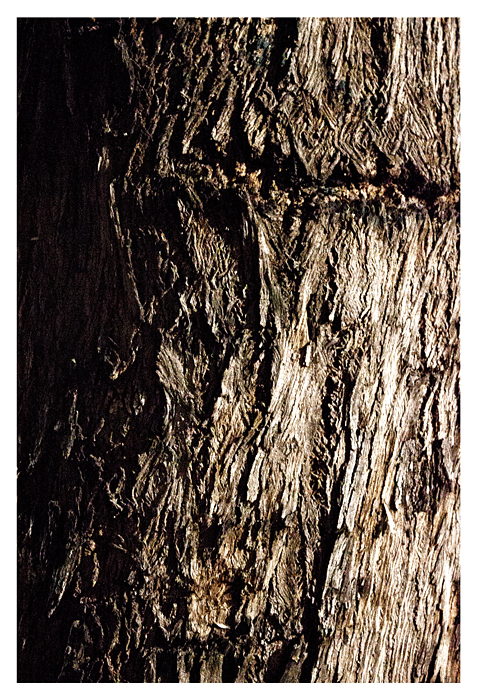